# Juncus nodatus
Juncus nodatus là một loài thực vật có hoa trong họ Juncaceae. Loài này được Coville mô tả khoa học đầu tiên năm 1913.